# Joseph Erxleben
Joseph John Erxleben (* 15. September 1889 in Franklin County, Missouri; † 29. August 1973 in Houston, Texas) war ein US-amerikanischer Langstreckenläufer.
Erstmals in Erscheinung trat Joseph Erxleben im Februar 1909 bei einem 15-Meilen-Rennen im St. Louis Coliseum, das von der Saint Louis University ausgerichtet wurde. Erxleben gewann das Rennen, auch den Missouri Athletic Club’s Marathon im gleichen Jahr konnte er gewinnen. Im folgenden Jahr wurde er Zweiter, 1911 konnte er den Marathon wieder gewinnen.
1912 gewann Erxleben den Missouri Athletic Club’s Marathon ein drittes Mal und konnte sich damit für die Olympischen Spiele 1912 in Stockholm qualifizieren. Einem Artikel der Washington Times zufolge sollte Erxleben im 10.000-Meter-Lauf starten. Erxleben wurde jedoch im Marathonlauf eingesetzt. Hier kam er mit einer Zeit von 2:45:47,2 h als Achter ins Ziel. Nach den Spielen von Stockholm kehrte Erxleben an Bord des Passagierdampfers Vaderland zurück in die USA.